# La Colline de l'adieu
Pour plus de détails, voir Fiche technique et Distribution.
La Colline de l'adieu (Love Is a Many-Splendored Thing) est un film américain réalisé par Henry King, sorti en 1955.
Il est adapté du livre autobiographique de Han Suyin sorti en 1952 et dont le titre original est le même que le titre du film en anglais.

## Synopsis
En 1949, la guerre civile fait rage en Chine. Fuyant le conflit, des réfugiés chinois arrivent tous les jours à Hong Kong. Veuve d'un officier nationaliste, la doctoresse eurasienne Han Suyin se dévoue entièrement à son travail au Victoria Hospital. Elle tombe amoureuse d’un correspondant de guerre américain, Mark Elliott. Mark est marié mais vit séparé de sa femme. Leur liaison provoque des remous dans leur entourage. Ils vont devoir s'aimer envers et contre tout.

## Fiche technique
- Titre : La Colline de l'adieu

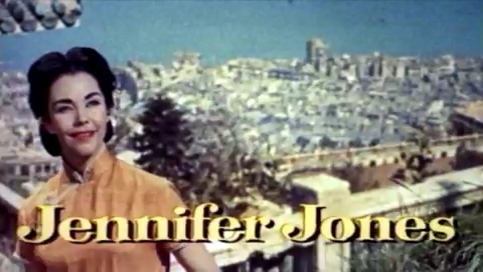
Jennifer Jones

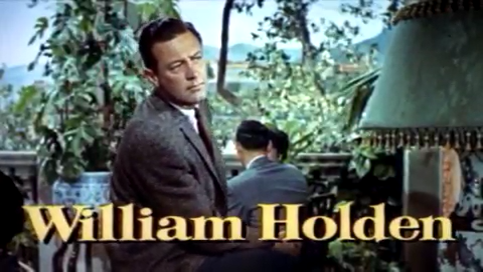
William Holden

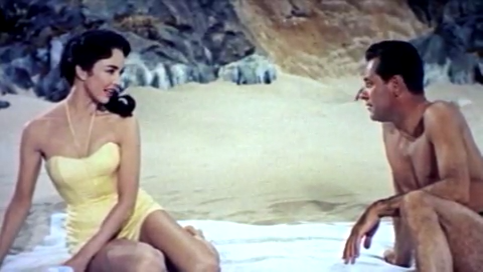
William Holden Jennifer Jones

- Titre original : Love Is a Many-Splendored Thing
- Réalisation : Henry King
- Scénario : John Patrick d'après le roman de Han Suyin (1952)
- Production : Buddy Adler pour 20th Century Fox
- Photographie : Leon Shamroy et Charles G. Clarke (seconde équipe, non crédité)
- Musique : Alfred Newman, Sammy Fain (chanson)
- Costumes : Charles Le Maire
- Distribution : Twentieth Century Fox
- Pays d'origine :  États-Unis
- Format : couleur (Deluxe), CinemaScope — 2.55:1 — Format 35 mm
- Genre : drame sentimental
- Durée : 102 minutes
- Dates de sortie :
  - États-Unis :18 août 1955 New York
  - France :30 mai 1956
- Affiches : Constantin Belinsky, Boris Grinsson (France)

## Distribution
- Jennifer Jones (V.F : Monique Melinand) : Han Suyin
- William Holden  (V.F : Jean Martinelli) : Mark Elliot
- Torin Thatcher  (V.F : Claude Peran) : M. Palmer Jones
- Isobel Elsom  (V.F : Helene Tossy) : Adeline Palmer Jones
- Murray Matheson (V.F : Gérard Férat) : le docteur John Keith
- Virginia Gregg  (V.F : Camille Fournier) : Ann Richards
- Richard Loo  (V.F : Lucien Bryonne) : Robert Hung
- Soo Yong (V.F : Lita Recio) : Nora Hung
- Kam Tong : Le docteur Sen
- Philip Ahn (V.F :  Jean Berton) : 3e oncle
- Jorja Curtright (V.F : Claire Guibert) : Suzanne
- Donna Martell  (V.F : Joelle Janin) : Suchen Sœur De Han
- Salvador Baguez (V.F : Jean-Henri Chambois) : Vicente, directeur de l'hôtel
- Leonard Strong (non crédité) : le diseur de bonne aventure

## Autour du film
En dépit du thème romantique du film et de leur alchimie à l'écran, William Holden et Jennifer Jones   pouvaient à peine se supporter sur le plateau. Holden était exaspéré par l'implication obsessionnelle de Jones avec son personnage et par ses plaintes concernant son maquillage (qui, selon elle, la faisait « paraître vieille »), ses costumes et ses dialogues. Les deux acteurs finirent par presque ne plus se parler. Dans son autobiographie, Holden écrit que Jennifer Jones était également généralement grossière et corrosive envers toutes les personnes impliquées dans la production. Jones était inquiète par rapport à la réputation de coureur de jupon de Holden. Ce dernier a affirmé qu'elle mâchait de l'ail avant les scènes de baiser dans le but de le décourager. William Holden a tenté de faire la paix avec elle en lui offrant un bouquet de roses blanches, que l'actrice lui a jeté au visage.